# 劉倫
劉綸（1448年—？），字大本，陝西西安府乾州人，民籍，明朝政治人物。進士出身。

## 生平
早年出身州學生，后中举陝西鄉試第四十九名。成化十一年（1475年）乙未科會試第一百七十七名，殿試登進士第三甲第四十七名。

## 家族
曾祖父劉子真。祖父劉平。父亲劉翔，曾任教諭。